# Don Law

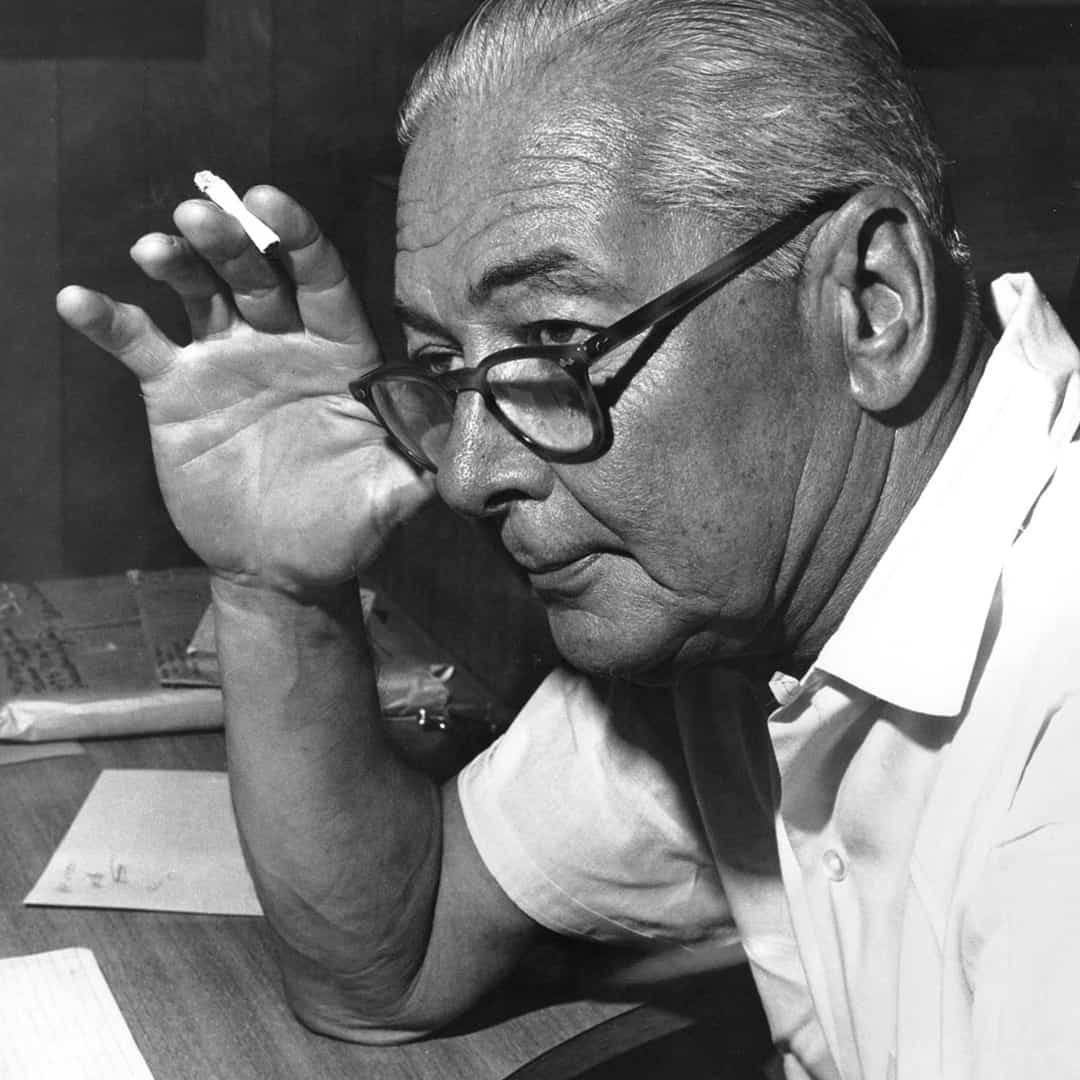
Don Law

Donald Firth „Don“ Law (* 24. Februar 1902 in London; † 20. Dezember 1982 in La Marque, Texas) war ein britisch-amerikanischer Musikproduzent und Unternehmer. Er produzierte die einzigen Aufnahmen von Robert Johnson, als Leiter der Country-Abteilung von Columbia Records arbeitete er später mit vielen führenden Country-Musikern zusammen, darunter Bob Wills, Carl Smith, Flatt and Scruggs, Lefty Frizzell, Ray Price, Johnny Horton, Marty Robbins und Johnny Cash.

## Leben und Karriere
Don Law wurde im Londoner Stadtbezirk Leytonstone als Sohn von Marion, geb. Ludbrook, und Frederick Law geboren. Er sang in der London Choral Society, bevor er 1924 in die USA emigrierte. Nach einer landwirtschaftlichen Tätigkeit in Alabama begann er in Dallas als Buchhalter für Brunswick Records zu arbeiten, bis diese Firma 1931 von der American Record Corporation übernommen wurde. Er arbeitete eng mit dem ARC-Manager Art Satherley, der ebenfalls in England geboren worden war, zusammen und war zunehmend im Bereich A&R tätig, um neue Talente für Aufnahmen zu entdecken. 1936 machte ein regionaler Talentsucher, Ernie Oertle, Law und Satherley mit dem Blues-Musiker Robert Johnson bekannt. Law nahm Johnson 1936 und 1937 in San Antonio und Dallas auf, bei den einzigen beiden Sessions, die der Musiker jemals aufnahm. Im folgenden Jahr nahm Law San Antonio Rose mit dem Country-Musiker Bob Wills auf.
Nachdem ARC von Columbia Records übernommen worden war, ging Law nach New York City, um die Aufnahmen des Unternehmens für Kinder zu leiten. Er kehrte jedoch bald zur Country-Musik zurück und übernahm 1945 die Verantwortung für alle Aufnahmen von Columbia östlich von Texas, während Satherley für die Aufnahmen im Westen zuständig war. Nach Satherleys Rücktritt 1952 übernahm Law die nationale Verantwortung für die Country-Musik-Abteilung von Columbia und nahm zunächst hauptsächlich in Jim Becks Studio in Dallas auf. Er rekrutierte die Sänger Carl Smith, Lefty Frizzell, Little Jimmy Dickens, Johnny Horton, Marty Robbins und Johnny Cash für das Label und nahm nach Becks Tod 1956 hauptsächlich in Owen Bradleys Quonset Hut Studio in Nashville auf, das später zu Columbias Studio B wurde. Laws Produktionen in den späten 1950er und frühen 1960er Jahren umfassten Johnny Hortons The Battle of New Orleans, Marty Robbins’ El Paso und Jimmy Deans Big Bad John, die alle die Spitze der US-amerikanischen Pop-Charts erreichten und dazu beitrugen, die Country-Musik einem breiteren Publikum zugänglich zu machen. In dieser Zeit produzierte er auch die meisten von Johnny Cashs Aufnahmen. Laut der Einführungsanzeige von Law bei der Country Music Hall of Fame trug er zusammen mit Chet Atkins von RCA, Owen Bradley von Decca und Ken Nelson von Capitol maßgeblich zur Wiederherstellung der wirtschaftlichen Lebensfähigkeit der Country-Musik während der sogenannten Nashville-Sound-Ära ab etwa 1957 bei.
Er ging 1967 bei Columbia Records in den Zwangsruhestand, gründete aber eine unabhängige Produktionsfirma, Don Law Productions, und hatte weiterhin einigen Erfolg mit Sängern wie Henson Cargill. Im Jahr 1970 produzierte Law das Doppel-Platin-Album For the Good Times von Ray Price. In den späten 1970er Jahren zog er sich vollständig aus dem Musikgeschäft zurück.
Don Law starb 1982 im Alter von 80 Jahren an Lungenkrebs. 2001 wurde er posthum in die Country Music Hall of Fame aufgenommen.